# 全国チンチン電車紀行
全国チンチン電車紀行（ぜんこくちんちんでんしゃきこう）は、旅チャンネルで放送された鉄道紀行番組である。

## 概要
庶民文化研究家の町田忍が、日本国内の20の街を走る路面電車と路線周辺の街を“町田流散歩術”で紹介する。

## 放送期間
- 1 - 13 （2006年1月 - 7月）
- 14 - 20

## ラインナップ
1. 函館市電
2. 万葉線
3. 福井鉄道
4. 豊橋鉄道
5. 京福電鉄
6. 岡山電軌
7. 広島電鉄
8. 伊予鉄道
9. 土佐電鉄
10. 長崎電軌
11. 鹿児島市電
12. 東京都電 都電荒川線
13. 江ノ島電鉄
14. 札幌市電
15. 富山地方鉄道
16. 京阪電気鉄道
17. 阪堺電気軌道 阪堺線・上町線
18. 筑豊電気鉄道
19. 熊本市電
20. 東京急行電鉄 世田谷線

## スタッフ
- 出演 : 町田忍
- ナレーター : 川口宰曜子
- 音声 : 定永洋一
- CG : 藤田勝之
- EED : 漁野智仁
- MA : 山崎益弘
- AD : 篠塚沙紀子
- プロデューサー : 阿部恒久、室希太郎
- 撮影・演出 : 湊宜泰
- 制作協力 : ヴァーグエンタテインメント
- 製作・著作 : 旅チャンネル/JIC

## DVD
- 全国チンチン電車紀行 北海道・北陸・関東編 （2007年2月23日、ジェネオンエンタテインメント）
- 全国チンチン電車紀行 近畿・中国編 （2007年2月23日、ジェネオンエンターテインメント）
- 全国チンチン電車紀行 四国・九州編 （2007年2月23日、ジェネオンエンターテインメント）
- 全国チンチン電車紀行 東日本編 （2008年12月26日、ジャパンイメージコミュニケーションズ）
- 全国チンチン電車紀行 西日本編 （2008年12月26日、ジャパンイメージコミュニケーションズ）